# Papa-moscas-do-campo
Tachuri-de-cauda-fina ou papa-moscas-do-campo (Culicivora caudacuta) é uma ave da família Tyrannidae, a única espécie do género Culicivora, que habita da Argentina e Paraguai ao Mato Grosso, Goiás, oeste da Bahia, Maranhão, Distrito Federal, São Paulo e Paraná, além de algumas áreas na Bolívia. É uma ave campestre que habita os capinzais altos, úmidos ou secos, a meia altura nos colmos e se alimentam de insetos, vivendo em pequenos bandos. Está ameaçado por perda de habitat.
Possui uma cauda longa e estreita, com dorso marrom claro com listras pretas, o peito é amarelo claro e o alto da cabeça preto.